# Joachim Andersen (piłkarz)
Joachim Christian Andersen (ur. 31 maja 1996 we Frederiksbergu) – duński piłkarz występujący na pozycji obrońcy w angielskim klubie Crystal Palace oraz w reprezentacji Danii.

## Kariera klubowa
W latach 2013–2017 grał w Jong Twente. Karierę zawodową rozpoczął w holenderskim klubie FC Twente, w którym 6 marca 2015 debiutował przeciwko Willem II Tilburg. W dniu 25 sierpnia 2017 Andersen podpisał umowę z włoskim klubem Serie A, UC Sampdorią. Debiutuje w nowych kolorach 25 lutego 2018 przeciwko Udinese Calcio. 12 lipca 2019 podpisał kontrakt z francuskim klubem Olympique Lyon. Rok później został wypożyczony do angielskiego Fulham FC.

## Kariera reprezentacyjna
Reprezentant Danii w kategoriach: U-16, U-17, U-19, U-20 i U-21. W seniorskiej reprezentacji Danii zadebiutował 15 października 2019 na stadionie Aalborg Portland Park w wygranym 4:0 meczu towarzyskim przeciwko Luksemburgowi.